# PharmaS
PharmaS je hrvatska farmaceutska tvrtka sa sjedištem u Zagrebu. Ime je nastalo kombiniranjem engleske kratice uvriježene za farmaceutsko poslovanje (Pharma) te pridruženog joj slova S.

## Povijest
- 2008. je utemeljena.
- 2009. službeno registrirana; počinje s gradnjom tvornice u Popovači (proizvodno-gospodarska zona Mišička)
- 2010. je preuzela srbijanske farmaceutske tvrtke In Med i Ni Medic.[1]
- 2011. svečano je otvorena tvornica generičkih lijekova u Popovači.
- 2013. Osnovan CHC (Consumer Healthcare) segment.

## Vanjske poveznice
- PharmaS – službene stranice (hrv.) (engl.)